# Saharoza acetat izobutirat
Saharoza acetat izobutirat je organsko jedinjenje, koje sadrži 40 atoma ugljenika i ima molekulsku masu od 846,909 .

## Osobine
| Osobina                  | Vrednost |
| ------------------------ | -------- |
| Broj akceptora vodonika  | 19       |
| Broj donora vodonika     | 0        |
| Broj rotacionih veza     | 27       |
| Particioni koeficijent ( | 5,5      |
| Rastvorljivost (logS, log(mol/L))       | -7,3     |
| Polarna površina (PSA, Å2)  | 238,1    |

## Literatura
- Clayden, Jonathan; Greeves, Nick; Warren, Stuart; Wothers, Peter (2001). Organic Chemistry (I изд.). Oxford University Press. ISBN 978-0-19-850346-0.
- Smith, Michael B.; March, Jerry (2007). Advanced Organic Chemistry: Reactions, Mechanisms, and Structure (6th изд.). New York: Wiley-Interscience. ISBN 0-471-72091-7.
- Katritzky A.R.; Pozharskii A.F. (2000). Handbook of Heterocyclic Chemistry (Second изд.). Academic Press. ISBN 0080429882.